# پلی‌نورپاتی
پلی‌نورپاتی (انگلیسی: Polyneuropathy) یعنی آسیب یا بیماری که همزمان چندین عصب محیطی در یک سمت یا دو سمت بدن را متأثر می‌سازد. ضعف، گزگز، سوزن سوزن شدن و ... از علائم این مشکل است.

## طبقه‌بندی
انواع پلی‌نورپاتی (براساس محل آسیب میلین، آکسون یا جسم سلولی) عبارتند از آکسونوپاتی دیستال، میلینوپاتی و نوروپاتی.
آکسونوپاتی دیستال از بیماریهایی مانند دیابت، نارسایی کلیه و بیماریهای بافت همبند ایجاد می‌شود.
میلینوپاتی بر اثر تخریب میلین نورونها ایجاد می‌شود و عامل آن بیماریهایی مانند نشانگان گیلن باره و لکودیستروفی است.